# Bathyaulax rugiventris
Bathyaulax rugiventris är en stekelart som beskrevs av Günther Enderlein 1920. Bathyaulax rugiventris ingår i släktet Bathyaulax och familjen bracksteklar. Inga underarter finns listade.